# Royals (Paul Rey)
Royals är en låt framförd av Paul Rey i Melodifestivalen 2023. Låten som deltog i den tredje deltävlingen, gick direkt vidare till final.
Låten är skriven av Dino Medanhodzic, Jimmy Thörnfeldt, Liamoo och artisten själv.